# Мамся
Мамся (тат. Мәмсә) — село в Арском районе Республики Татарстан России. Входит в состав Ташкичинского сельского поселения.
Находится на расстоянии порядка 100 км от города Казани. Почтовый индекс — 422039.

## История
В «Списке населенных мест по сведениям 1859 года», изданном в 1866 году, населённый пункт упомянут как казённая деревня Мамся 2-го стана Казанского уезда Казанской губернии. Располагалась при речке Мамсе, на большом торговом тракте из Казани в Уржум, в 75 верстах от губернского города Казани и в 30 верстах от становой квартиры в заштатном городе Арске. В деревне в 212 дворах жили 1555 человек (810 мужчин и 745 женщин). Были 2 мечети.
В том же «Списке населенных мест по сведениям 1859 года», отдельно упомянут казённый починок Байчуринский, ставший частью Мамси не ранее 1907 года. Располагался при речке Ашите, по правую сторону большого торгового тракта из Казани в Уржум, в 70 верстах от губернского города Казани и в 30 верстах от становой квартиры в заштатном городе Арске. В починке в 76 дворах жили 611 человек (295 мужчин и 316 женщин). Была мечеть.
По сведениям переписи 1897 года, в починке Байчуринский (на Окше, Мамся) Казанского уезда Казанской губернии проживали 1100 человек (533 мужчины, 567 женщин), все мусульмане.
До 1920 года был центром Мамсинской волости Казанского уезда Казанской губернии.

## Предприятия и организации
- Мамсинская общеобразовательная начальная школа[4].
- Мамсинский детский сад общеразвивающего вида, III категория[5].

## Сельское хозяйство
В селе занимаются овощеводством — в особенности выращиванием корнеплодов — картофеля, моркови, свёклы, а также репы и редьки. В 2001 году наблюдался неурожай корнеплодов из-за нашествия грызунов, скорее всего, хомяков.
Находится в составе коллективного предприятия «Вамин-Марджани».